# كوري فانس
كوري فانس (بالإنجليزية: Cory Vance)‏ هو لاعب كرة قاعدة أمريكي، ولد في 20 يونيو 1979 في دايتون في الولايات المتحدة.

## وصلات خارجية
- كوري فانس على موقعبيزبول رفرنس.كوم (الدوري الرئيسي) (الإنجليزية)